# Новокарповский сельсовет
Новокарповский сельсовет — муниципальное образование со статусом сельского поселения и административно-территориальное образование в Тюменцевском районе Алтайского края России. Административный центр — посёлок Карповский.

## Население
| 1997 | 1998 | 1999 | 2000 | 2001 | 2002 |
| ---- | ---- | ---- | ---- | ---- | ---- |
| 515  | ↘505 | ↗511 | ↘502 | ↗507 | ↗513 |
| 2003 | 2004 | 2005 | 2006 | 2007 | 2008 |
| ↗517 | ↘514 | ↘510 | ↘490 | ↘470 | ↗475 |
| 2009 | 2010 | 2011 | 2012 | 2013 | 2014 |
| ↘470 | ↘403 | ↘402 | ↘397 | ↘387 | ↘366 |
| 2015 | 2016 | 2017 | 2018 | 2019 | 2020 |
| ↘352 | ↗356 | ↗357 | →357 | →357 | ↘345 |
| 2021 |      |      |      |      |      |
| ↘338 |      |      |      |      |      |

По результатам Всероссийской переписи населения 2010 года, численность населения муниципального образования составила 403 человека, в том числе 203 мужчины и 200 женщин. Оценка Росстата на 1 января 2012 года — 397 человек.

## Населённые пункты
В состав сельского поселения входит один населённый пункт — посёлок Карповский.